# Ophelia (orkaan, 2005)
Orkaan Ophelia  was een tropische cycloon die op 6 september 2005 ontstond uit een samengesteld lagedrukgebied. 

## Ontstaan en ontwikkeling
Op 6 september vormde zich boven het noordelijk gedeelte van de Bahama's een tropische depressie die de zestiende van dat jaar was. Een dag later werd aan deze atmosferische storing de naam Ophelia toegekend door de metereologen en een dag later ontwikkelde deze zich tot orkaan.
De ontwikkeling en koers van de storing was wisselvallig in de dagen erna. Het centrum was soms stationair en bewoog zich soms verder langs de oostkust van de Verenigde Staten. Ook was de sterkte variabel want deze bleef steeds wisselen van tropische storm tot orkaan en weer terug. De storing kwam nooit aan het land met het geometrisch ook maar de uitwassen ervan, de "rokken" van het oog, bereikten wel de kust van Noord Carolina na enkele dagen. Hierna trok de storm verder langs de Amerikaanse Oostkust en verloor uiteindelijk bij Nova Scotia haar tropische kenmerken. Hier gaf de storm veel neerslag aan de Canadese kust. Nadat de storm over Newfoundland was getrokken, verdween deze op 23 september boven de Noordzee. Ophelia eiste uiteindelijk 3 mensenlevens en leverde 70 miljoen dollar aan schade op.

## Afbeeldingen
|  |  |